# Первый учитель (фильм)
«Пе́рвый учи́тель» — советский полнометражный чёрно-белый драматический художественный фильм режиссёра Андрея Михалкова-Кончаловского (режиссёрский дебют в полнометражном кино), снятый в 1965 году по одноимённой повести лауреата Ленинской премии Чингиза Айтматова.

## Сюжет
Киргизия. Первые годы Советской власти. Не так давно закончилась Гражданская война.
В дальний аил из города по комсомольской путёвке приезжает учитель Дюйшен, бывший красноармеец. Его цель — открыть в аиле школу и учить местных детей. Пылкость и фанатизм Дюйшена, с которыми он пытается нести прогресс в народ, сталкиваются с многовековыми устоями жизни на Востоке...

## Роли исполняют

### В главных ролях
| Актёр                | Роль                                                            |
| -------------------- | --------------------------------------------------------------- |
| Болот Бейшеналиев    | Дюйшен, сельский учитель, бывший боец Красной Армии, комсомолец |
| Наталья Аринбасарова | Алтынай, 16-летняя киргизская девушка-сирота, ученица Дюйшена   |
| Даркуль Куюкова      | Колтынай, тётя Алтынай                                          |
| Любовь Соколова      | Мария, мать Мишаньки                                            |
| Идрис Ногайбаев      | Нармагамбет, бай (роль озвучил Евгений Весник)'                 |

### В ролях
- М. Кыштобаев[3] —   (роль озвучил Георгий Вицин)
- Кирей Жаркимбаев[3] — Картынбай (в титрах указан как К. Жаркинбаев; роль озвучил Георгий Вицин)
- Калийча Рысмендиева[3] —   (в титрах указана как К. Рысмендеева)
- Асанбек Кыдырназаров[3] —   (в титрах указан как А. Кыдырназаров)
- Советбек Джумадылов[3] — Каимбай
- Н. Чокубаев —
- И. Рыскулов —
- М. Маниязов —
- Насретдин Дубашев — ученик Дюйшена
- А. Кыдырназаров — ученик Дюйшена
- К. Кыдырназаров — ученик Дюйшена
- У. Кыдырназаров — ученик Дюйшена
- Г. Сатаркулова — ученица Дюйшена
- Р. Боронбаев — ученик Дюйшена
- Г. Иманкулова — ученица Дюйшена

### В эпизодах
- Бакен Кыдыкеева — Чернуха, старшая жена бая
- А. Айталиев —
- З. Асанкулов —
- А. Бердыбаев —
- К. Джаманова —
- Д. Сыдыкбекова —
- Роза Табалдиева — девочка на лошади
- Клара Юсупжанова — Бурма
- Лидия Малышева —

## Съёмочная группа
- Режиссёр-постановщик: Андрей Михалков-Кончаловский
- Сценаристы: Чингиз Айтматов, Борис Добродеев, при участии Андрея Михалкова-Кончаловского и Фридриха Горенштейна[2]
- Оператор: Георгий Рерберг
- Композитор: Вячеслав Овчинников
- Художник-постановщик: Михаил Ромадин
- Звукооператор: Евгений Кашкевич, София Каценеленбоген[1]
- Режиссёр-монтажёр: Ева Ладыженская[1][2]
- Оператор комбинированных съёмок: Борис Травкин

## Призы и награды
- 1966 — серебряная медаль Оселла[1] и приз «Кубок Вольпи» за лучшую женскую роль на XXVII Венецианском международном кинофестивале (Италия) — актрисе Наталье Аринбасаровой.
- 1966 — премия на II Международном кинообозрении «Капитолийский Юпитер» в Риме (Италия)[1].
- 1966 — приз журнала «Советский экран» (СССР)[1].
- 1966 — приз II Всесоюзного кинофестиваля (ВКФ) в Киеве (СССР).
- 1967 — специальная премия жюри на Международном кинофестивале молодых кинематографистов в Йере (Франция)[1].

## Факты
- «Первый учитель» — первый полнометражный фильм режиссёра Андрея Кончаловского, которым он защитил свой диплом на режиссёрском факультете ВГИКа[2].
- В работе над фильмом «Первый учитель» Андрей Кончаловский, по его словам, брал пример с художественных фильмов японского кинорежиссёра Акиры Куросавы «Расёмон» (1950), «Семь самураев» (1954), «Трон в крови» (1957) и других[2].

«На режиссуру „Первого учителя“ повлияло моё увлечение Куросавой. Мы с Тарковским регулярно мотались в „Белые столбы“ и смотрели всё, что давали смотреть. Куросаву, Феллини, Антониони, Бергмана, Бунюэля — это всё, что в первую очередь занимало внимание. Изучали, смотрели по два раза. Куросава очень повлиял на меня. Я вдруг понял, что еду в страну, где все люди монголоидные, идея была представить, как бы Куросава экранизировал „Первого учителя“, сделать такое наложение.

... Я столько крал у Куросавы, кадрами, мизансценами. Когда аул сидит кружком — это японская традиция, хотя и мусульманская тоже — это заимствовано из „Семи самураев“, по-моему.»— Андрей Михалков-Кончаловский, режиссёр и сценарист фильма «Первый учитель», 19 августа 2021 года.
- В своей книге «Возвышающий обман» Андрей Кончаловский упоминает писателя и кинодраматурга Фридриха Горенштейна как соавтора сценария фильма «Первый учитель»[1][2][4].
- Фильм «Первый учитель» стал дебютной работой кинооператора Георгия Рерберга.